# Estoril Open 2004
Die Estoril Open 2004 waren der Name eines Tennisturniers der WTA Tour 2004 für Damen sowie eines Tennisturniers der ATP Tour 2004 für Herren, welche zeitgleich vom 10. bis zum 18. April 2004 in Oeiras stattfanden.